# Kōki Ishii (Boxer)
Kōki Ishii (jap. 石井 幸喜, Ishii Kōki; * 3. August 1954 in Sapporo) ist ein ehemaliger japanischer Boxer.
1977 gewann Ishii in Jakarta die asiatischen Meisterschaften im Fliegengewicht (bis 51 kg). Im Jahr darauf nahm er an den Weltmeisterschaften in Belgrad teil und erreichte das Halbfinale. Hier traf er auf den Kubaner Héctor Ramírez, dem er mit 5:0 Punktrichterstimmen unterlag und damit die Bronzemedaille errang. Noch im selben Jahr gewann er außerdem die Asienspiele in Bangkok.
1979 wurde Ishii Profi, hatte aber nur geringen Erfolg. 1982 kämpfte er erfolglos gegen Chul-ho Kim um den Weltmeistertitel im Bantamgewicht. Nach einer weiteren Niederlage 1983 beendete er seine Karriere.